# کلودین بوشه
کلودین بوشه (فرانسوی: Claudine Bouché‎؛ ۲۷ سپتامبر ۱۹۲۵ – ۷ آوریل ۲۰۱۴) تدوین‌گر برجستهٔ اهل فرانسه بود.
او با سینماگران نامداری چون میشل بوارون، فرانسوا اوزون و فرانسوا تروفو همکاری داشته‌است.
از فیلم‌ها یا مجموعه‌های تلویزیونی که وی در آن‌ها نقش داشته‌است، می‌توان به به پیانیست شلیک کن، ژول و ژیم، عشق در بیست‌سالگی، پوست لطیف، عروس سیاه‌پوش، امانوئل و نقشه شیطانی دکتر فومانچو اشاره نمود.